# Бабицкая, Светлана Игоревна
Светлана Игоревна Бабицкая (род. 29 июля 1968, Харьков) — украинская телеведущая, актриса, режиссёр, культуролог, государственный деятель. Заслуженный работник культуры Украины (2012).

## Биография
Окончила Харьковский институт искусств по специальности «актриса театра кукол». Работала в театрах Харькова, затем с 1991 по 1999 год — диктор и ведущая телеканала «Тонис-Центр». В 2000-х вела передачи на «Тонисе» и «АТН».
С 2006 года занимает руководящие должности в Харьковском городском совете. В 2010 году была назначена директором Департамента культуры Харьковского горсовета. Являлась депутатом горсовета.

## Общественная деятельность
В 2010 году избрана в городской совет от Партии регионов. В 2015 году баллотировалась от партии «Возрождение», но отказалась от мандата. В 2020 году шла в депутаты от «Блока Кернеса — Успешный Харьков».

## Личная жизнь
Не замужем, воспитывает сына и дочь.

## Награды
- Заслуженный работник культуры Украины (2012)